# Isaac Asare
Isaac Asare (* 1. September 1974 in Kumasi) ist ein ehemaliger ghanaischer Fußballspieler.

## Karriere
Von Cornerstones Kumasi kam 1990 Asare als Jugendlicher zum RSC Anderlecht. 1992 gab er sein Debüt in der ersten Mannschaft. Bei den Olympischen Sommerspielen 1992 nahm der Abwehrspieler mit der ghanaischen U-23-Nationalmannschaft teil und gewann dabei die Bronzemedaille. 1997 wechselte er zu Cercle Brügge, wo er in seiner ersten Saison bereits zu Spieler des Jahres gewählt wurde. Jedoch konnte er im Folgejahr nicht an seinen Leistungen anknüpfen, sodass er 1999 nach Griechenland zu FAS Naoussa wechselte. 2001 verließ er Griechenland wieder und spielte zwischenzeitlich beim niederländischen Amateurclub Volksvriend, ehe er sich dem KFC Dessel Sport anschloss. Seine letzte Station war schließlich in der Saison 2004/05 der KFC Lentezon Beerse. 2006 erhielt er die belgische Staatsbürgerschaft.